# Jean-Pierre Gorges

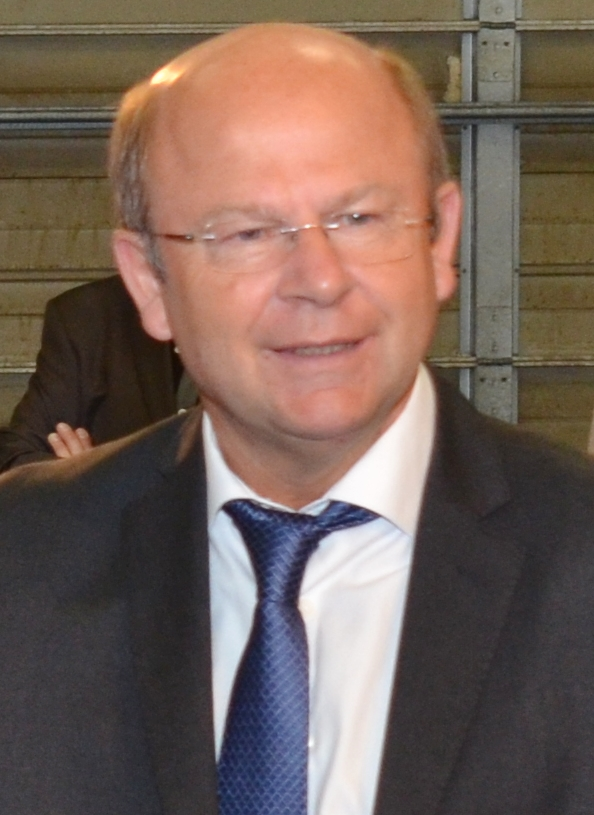
Jean-Pierre Gorges

Jean-Pierre Gorges (* 3. August 1953 in Gonesse, Département Seine-et-Oise) ist ein französischer Politiker der Les Républicains.

## Leben
Gorges ist seit 2001 Oberbürgermeister von Chartres. Vom 19. Juni 2002 bis zum 20. Juni 2017 war Gorges Abgeordneter in der Nationalversammlung.

## Kontroversen
Nach einer Stadtratssitzung am 22. November 2018 bedroht Jean-Pierre Gorges Paul Larrouturou in der Sendung TV Quotidien, als der Journalist ihn zu der jüngsten Weigerung des Bürgermeisters, ein Logistikunternehmen anzusiedeln, befragt.
Am 29. Januar 2021 wurde er von einem Gericht wegen öffentlicher Beleidigung des grünen Stadtrats Quentin Guillemain verurteilt, dem er gesagt hatte, dass er "zwei Ohrfeigen verdient".
Am 17. März 2021 äußert sich der Bürgermeister auf einer Stadtratssitzung tendenziell klimaskeptisch, was von der Opposition berichtet wird.